# 알텐도르프 (슈비츠주)
알텐도르프(독일어: Altendorf)는 스위스 슈비츠주의 마히구에 있는 자치체이다.

## 역사
알텐도르프는 972년에 Rahprehteswilare로 처음 언급되었다.
1932년에 스위스 연방 철도의 전력을 생산하기 위한 수력 발전소인 에첼베르크에서 건설이 시작되었다. 1937년까지 발전소가 완공되어 가동 중이었다. 이 공장은 오늘날에도 계속 사용 중이며, 남서쪽으로 5km 떨어진 질호 저수지에서 물을 공급받는다.

## 지리
알텐도르프의 면적은 2006년 기준으로 20.5k㎡이다. 이 지역 중 52.6%가 농업용으로 사용되고 37.5%가 산림이다. 나머지 토지 중 9.4%는 정착지(건물 또는 도로)이고 나머지(0.4%)는 불모지(강, 빙하 또는 산)이다.
시정촌은 취리히 호수의 오버제 구간에 있다. 페피콘-라헨 철도를 따라 A3 고속도로에 있다. 이곳은 호수를 따라 알텐도르프 마을과 제슈타트의 작은 마을, 그리고 프리 알파인 언덕에 무셀베르크, 미틀리스베르크, 슐리프 및 포어더베르크의 작은 마을뿐만 아니라 슈타이네크의 작은 마을인 라헨 교외로 구성되어 있다.

## 인구통계

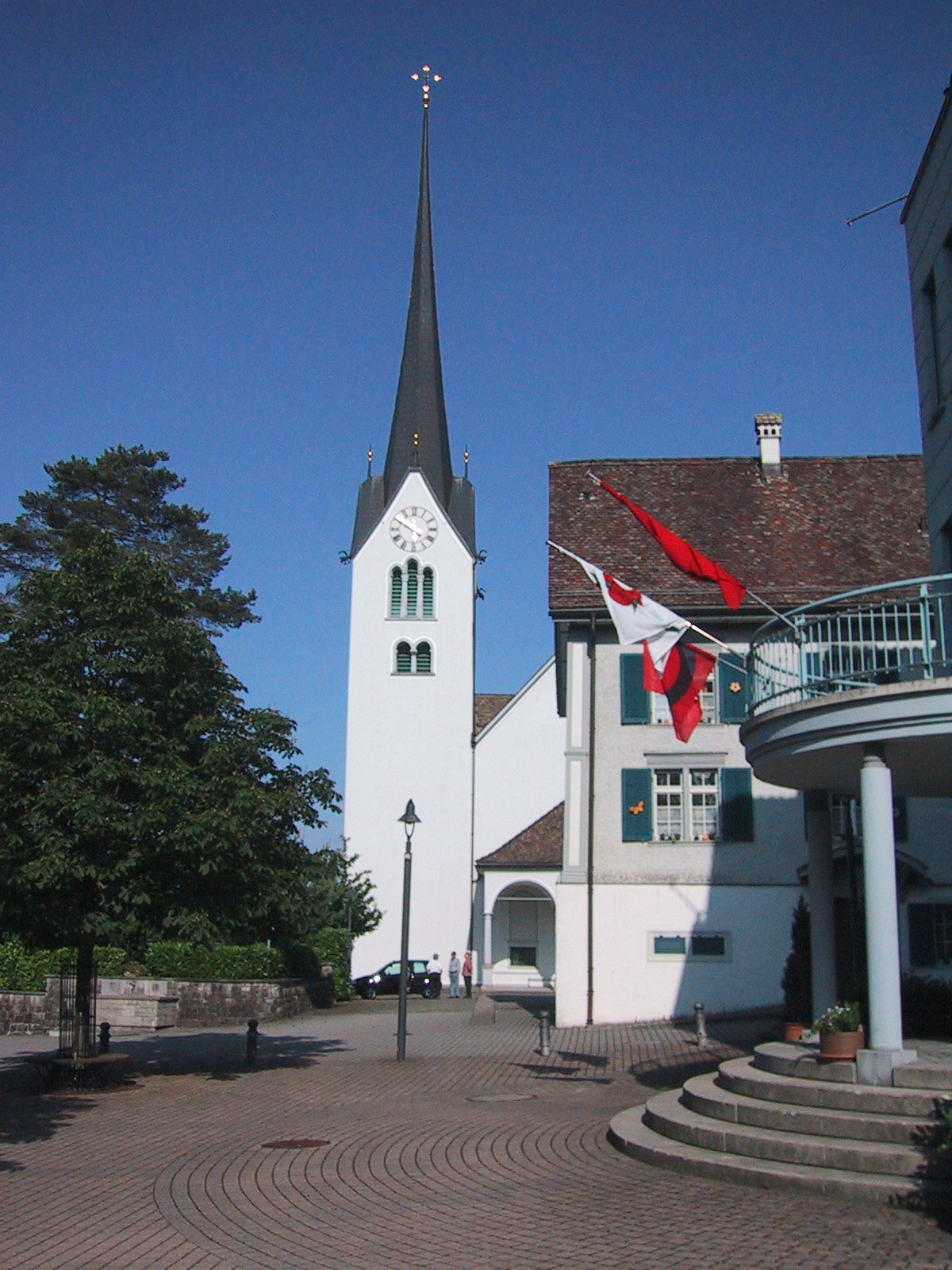
알텐도르프 교회

2020년 12월 31일 기준, 알텐도르프의 인구는 7,111명이다. 2007년 기준으로 전체 인구의 16.8%가 외국인이다. 지난 10년 동안 인구는 32.4%의 비율로 증가했다. 2000년 기준, 대부분의 인구는 독일어(91.1%)를 사용하며, 이탈리아어가 두 번째로 많이 사용(1.4%)하고 알바니아어가 세 번째(1.3%)이다.
2000년 기준으로 인구의 성별 분포는 남성 51.1%, 여성 48.9%였다. 2008년 현재 알텐도르프의 연령 분포는 다음과 같다. 1,196명(인구의 25.8%)은 0~19세이다. 1,372명(29.6%)은 20~39세, 1,597명(34.4%)은 40~64세이다. 고령자 분포는 286명(6.2%)이 65~74세이다. 70~79세는 141명(3.0%), 80세 이상은 46명(인구의 0.99%)이다. 알텐도르프에는 100세 이상 노인이 한 명 있다.
2000년 현재 1,786가구 중 471가구(약 26.4%)가 1인 가구이다. 147명(약 8.2%)은 5인 이상의 대가족이다.
2007년 선거에서 가장 인기 있는 정당은 47.1%의 득표율을 기록한 SVP였다. 다음으로 가장 인기 있는 3개 정당은 CVP (17.8%), FDP (16.7%), SPS (13.9%)였다.
알텐도르프에서는 인구의 약 71.9%(25-64세)가 비필수 고등교육 또는 추가 고등교육(대학 또는 응용학문대학)을 완료했다.
알텐도르프의 실업률은 1.76%이다. 2005년 기준으로 1차 경제 부문에 227명이 고용되어 있으며, 이 부문에 약 83개 기업이 참여하고 있다. 857명이 2차 부문에 고용되어 있고, 이 부문에 105개의 기업이 있다. 1,238명이 3차 부문에 고용되어 있으며, 이 부문에는 211개의 기업이 있다.
2000년 인구 조사에 따르면 3,108명(67.0%)가 로마 가톨릭 신자이고, 810명(17.5%)가 스위스 개혁 교회에 속해 있다. 나머지 인구 중 크리스찬 가톨릭 교회 신자는 5명 미만, [정교회]] 신자는 87명(약 1.88%), 6명(약 0.13%)은 다른 기독교 교회에 속해 있다. 유대인은 5명 미만이고, 이슬람교는 159명(3.43%)이다. 다른 교회에 속해 있는 32명(0.69%)이 있고, 294명(6.34%)은 어떤 교회에도 속하지 않았거나 불가지론자 또는 무신론자이며, 138명의 개인(2.98%)가 질문에 대답하지 않았다.
역사적 인구는 다음 표에 나와 있다.
| 년도 | 인구  |
| ---- | ----- |
| 1743 | 745   |
| 1799 | 978   |
| 1850 | 1,403 |
| 1900 | 1,279 |
| 1950 | 2,079 |
| 1970 | 2,348 |
| 1980 | 3,000 |
| 1985 | 3,513 |
| 1990 | 3,671 |
| 2000 | 4,571 |
| 2005 | 5,392 |
| 2007 | 5,788 |

## 교통
알텐도르프역은 취리히와 치겔브뤼케 사이에 있는 취리히 S-반 서비스 S2의 정류장이다.